# Lugos
Pour les articles homonymes, voir Lugos (homonymie).
Lugos [lyɡɔs] est une commune du Sud-Ouest de la France située dans le département de la Gironde en région Nouvelle-Aquitaine.

## Géographie

### Localisation
Le territoire de la commune est situé dans le parc naturel régional des Landes de Gascogne en pays de Buch dans la forêt des Landes sur la ligne Bordeaux - Irun.

### Communes limitrophes
Les communes limitrophes en sont Belin-Béliet à l'est, Saugnac-et-Muret au sud-sud-est, Ychoux au sud-sud-ouest, Parentis-en-Born à l'extrême sud-ouest, en quadripoint (point de la surface de la Terre qui touche quatre régions distinctes), Sanguinet à l'ouest-sud-ouest — ces quatre dernières communes sont landaises — de et Salles au nord-ouest et au nord.
| Salles                                                    |                 |                           |
| Sanguinet (Landes)                                        | Lugos           | Belin-Béliet              |
| {\displaystyle +} (quadripoint) Parentis-en-Born (Landes) | Ychoux (Landes) | Saugnac-et-Muret (Landes) |

### Climat
Pour des articles plus généraux, voir Climat de la Nouvelle-Aquitaine et Climat de la Gironde.
Historiquement, la commune est exposée à un climat océanique aquitain.  
En 2020, Météo-France publie une typologie des climats de la France métropolitaine dans laquelle la commune est exposée à un climat océanique et est dans la région climatique  Littoral charentais et aquitain, caractérisée par une pluviométrie élevée en automne et en hiver, un bon ensoleillement, des hiver doux (6,5 °C), soumis à la brise de mer.
Pour la période 1971-2000, la température annuelle moyenne est de 13 °C, avec une amplitude thermique annuelle de 13,9 °C. Le cumul annuel moyen de précipitations est de 1 051 mm, avec 12,8 jours de précipitations en janvier et 7,4 jours en juillet. Pour la période 1991-2020, la température moyenne annuelle observée sur la station météorologique la plus proche, située sur la commune de Belin-Béliet à 8 km à vol d'oiseau, est de 14,0 °C et le cumul annuel moyen de précipitations est de 927,7 mm,. Pour l'avenir, les paramètres climatiques de la commune estimés pour 2050 selon différents scénarios d’émission de gaz à effet de serre sont consultables sur un site dédié publié par Météo-France en novembre 2022.

## Urbanisme

### Typologie
Au 1er janvier 2024, Lugos est catégorisée commune rurale à habitat dispersé, selon la nouvelle grille communale de densité à sept niveaux définie par l'Insee en 2022.
Elle est située hors unité urbaine. Par ailleurs la commune fait partie de l'aire d'attraction de Bordeaux, dont elle est une commune de la couronne,. Cette aire, qui regroupe 275 communes, est catégorisée dans les aires de 700 000 habitants ou plus (hors Paris),.

### Occupation des sols

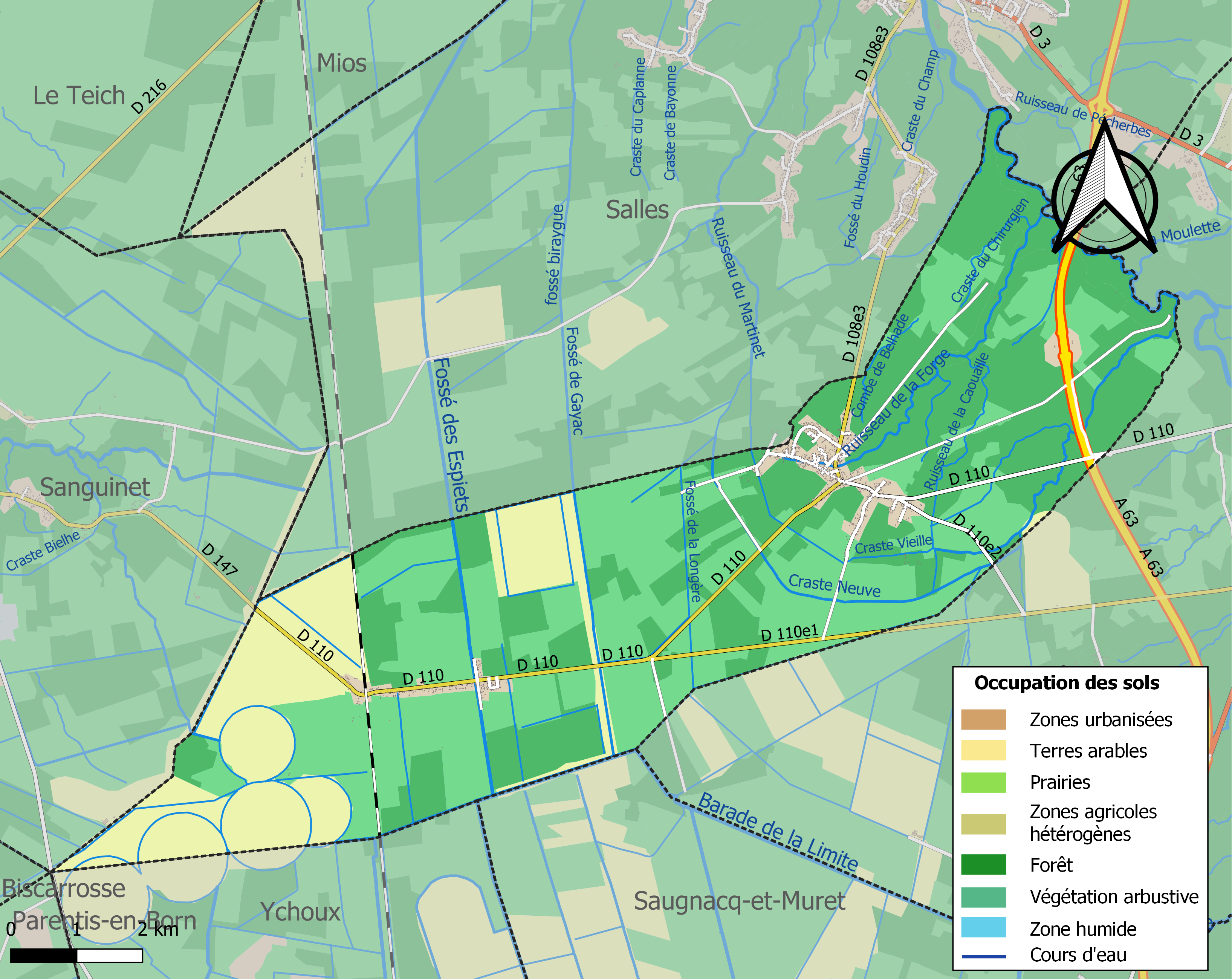
Carte des infrastructures et de l'occupation des sols de la commune en 2018 (CLC).

L'occupation des sols de la commune, telle qu'elle ressort de la base de données européenne d’occupation biophysique des sols Corine Land Cover (CLC), est marquée par l'importance des forêts et milieux semi-naturels (78,4 % en 2018), en augmentation par rapport à 1990 (77,5 %). La répartition détaillée en 2018 est la suivante : 
milieux à végétation arbustive et/ou herbacée (39,6 %), forêts (38,8 %), terres arables (17,9 %), zones urbanisées (3,2 %), zones industrielles ou commerciales et réseaux de communication (0,4 %). L'évolution de l’occupation des sols de la commune et de ses infrastructures peut être observée sur les différentes représentations cartographiques du territoire : la carte de Cassini (XVIIIe siècle), la carte d'état-major (1820-1866) et les cartes ou photos aériennes de l'IGN pour la période actuelle (1950 à aujourd'hui).

### Risques majeurs
Le territoire de la commune de Lugos est vulnérable à différents aléas naturels : météorologiques (tempête, orage, neige, grand froid, canicule ou sécheresse), inondations, feux de forêts et séisme (sismicité très faible). Il est également exposé à un risque particulier : le risque de radon. Un site publié par le BRGM permet d'évaluer simplement et rapidement les risques d'un bien localisé soit par son adresse soit par le numéro de sa parcelle.

#### Risques naturels
La commune a été reconnue en état de catastrophe naturelle au titre des dommages causés par les inondations et coulées de boue survenues en 1982, 1999, 2009 et 2020,.
Lugos est exposée au risque de feu de forêt. Depuis le 20 avril 2016, les départements de la Gironde, des Landes et de Lot-et-Garonne disposent d’un règlement interdépartemental de protection de la forêt contre les incendies. Ce règlement vise à mieux prévenir les incendies de forêt, à faciliter les interventions des services et à limiter les conséquences, que ce soit par le débroussaillement, la limitation de l’apport du feu ou la réglementation des activités en forêt. Il définit en particulier cinq niveaux de vigilance croissants auxquels sont associés différentes mesures,.

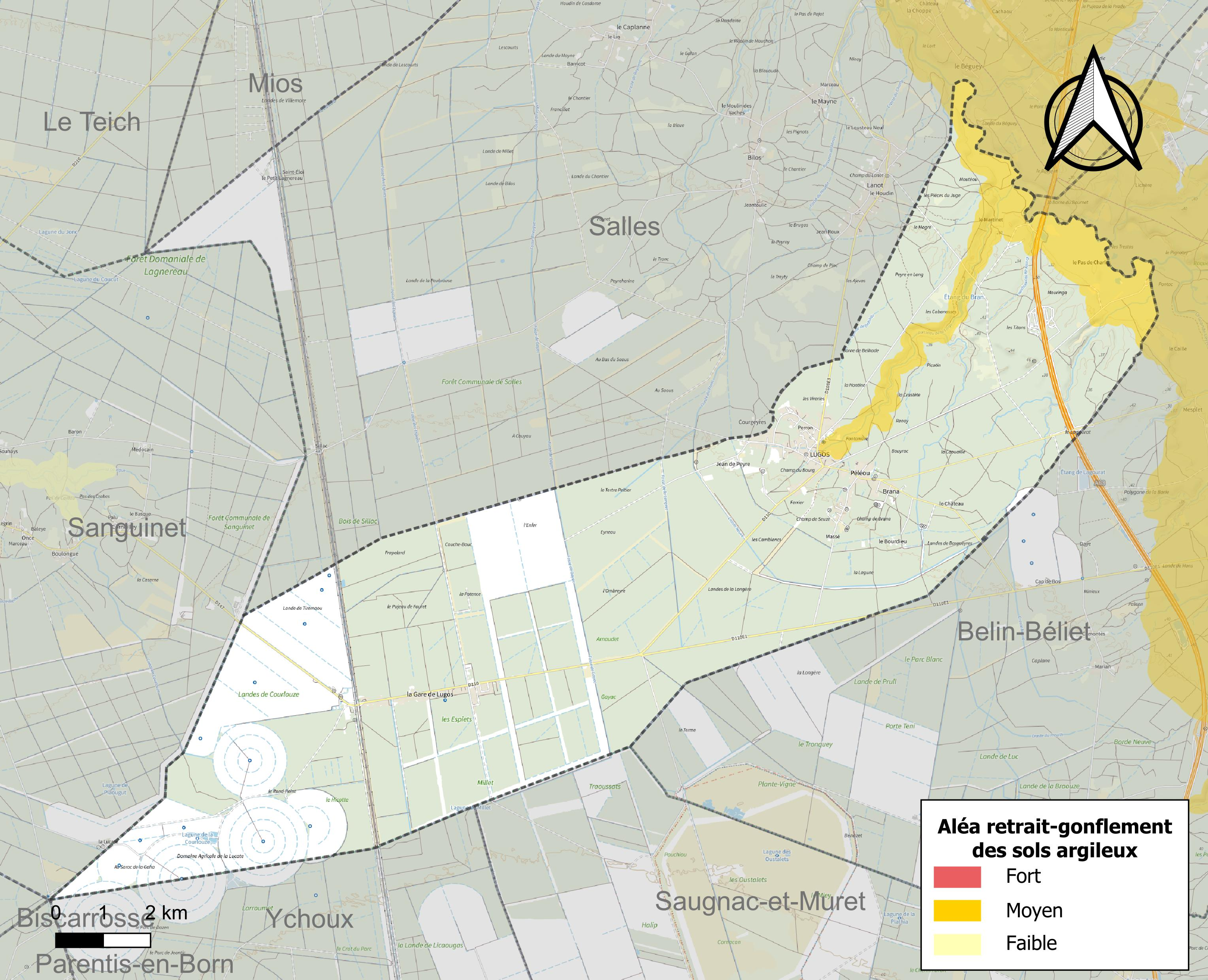
Carte des zones d'aléa retrait-gonflement des sols argileux de Lugos.

Le retrait-gonflement des sols argileux est susceptible d'engendrer des dommages importants aux bâtiments en cas d’alternance de périodes de sécheresse et de pluie. 7,3 % de la superficie communale est en aléa moyen ou fort (67,4 % au niveau départemental et 48,5 % au niveau national). Sur les 433 bâtiments dénombrés sur la commune en 2019,  17 sont en aléa moyen ou fort, soit 4 %, à comparer aux 84 % au niveau départemental et 54 % au niveau national. Une cartographie de l'exposition du territoire national au retrait gonflement des sols argileux est disponible sur le site du BRGM,.
Par ailleurs, afin de mieux appréhender le risque d’affaissement de terrain, l'inventaire national des cavités souterraines permet de localiser celles situées sur la commune.
Concernant les mouvements de terrains, la commune a été reconnue en état de catastrophe naturelle au titre des dommages causés par des mouvements de terrain en 1999.

#### Risque particulier
Dans plusieurs parties du territoire national, le radon, accumulé dans certains logements ou autres locaux, peut constituer une source significative d’exposition de la population aux rayonnements ionisants. Certaines communes du département sont concernées par le risque radon à un niveau plus ou moins élevé. Selon la classification de 2018, la commune de Lugos est classée en zone 2, à savoir zone à potentiel radon faible mais sur lesquelles des facteurs géologiques particuliers peuvent faciliter le transfert du radon vers les bâtiments.

## Toponymie
Le nom de la commune vient peut-être du nom du dieu de la mythologie celtique Lug, ou du mot « luragon », terre sèche en basque et en aquitain ancien, toponyme composé de « lurr » (qui devient lu devant une consonne) qui signifie terre et « gorr » qui signifie sec, dur, ou nu en basque moderne, ou « gorri » qui signifie rouge au sens de ferrugineux,.
En gascon, le nom de la commune est Lugòs (par attraction des toponymes en -os) ou Lugòr ou Lugò.

## Histoire
À la Révolution, la paroisse Notre-Dame de Lugos forme la commune de Lugos.

## Politique et administration
| Période           | Période                  | Identité                       | Étiquette | Qualité                                                                                     |
| ----------------- | ------------------------ | ------------------------------ | --------- | ------------------------------------------------------------------------------------------- |
| 18 février 1790   | 19 décembre 1792         | Jean Baptiste Bellard          |           | Curé constitutionnel                                                                        |
| mai 1793          | novembre 1801            | Baleste Mathieu                |           |                                                                                             |
| 1802              | 1820                     | Dubourg                        |           |                                                                                             |
| 1820              | 1828                     | Alexis Gignoux                 |           | Maître de forges                                                                            |
| mai 1829          | 1860                     | Adolphe Lescure                |           | Maître de forges                                                                            |
| 1860              | 1870                     | Pierre Fronsac                 |           | Des forges                                                                                  |
| 20 septembre 1870 | 1878                     | Jean Salefran                  |           |                                                                                             |
| 21 janvier 1878   | 1892                     | Antoine Salefran               |           | Fils de l'ancien maire, Jean Salefran                                                       |
| 1er mai 1892      | 1904                     | Jean Dupertout                 |           |                                                                                             |
| 1er mai 1904      | 1944                     | Louis Salefran                 |           | Exploitant forestier et propriétaire d'une scierie Fils de l'ancien maire, Antoine Salefran |
| 16 octobre 1944   | 1945                     | Oswald Dubourg                 |           | Adjoint faisant fonction de maire                                                           |
| 20 mai 1945       | 1947                     | Philibert Degrave              |           |                                                                                             |
| 26 octobre 1947   | 1958                     | René Dubourg                   |           |                                                                                             |
| 24 mai 1958       | 1959                     | Gaston Harribey                |           |                                                                                             |
| 14 mars 1959      | 1977                     | Jean-Paul Salefran (1911-2019) |           | Fils de l'ancien maire, Louis Salefran                                                      |
| 20 mars 1977      | 1983                     | Serge Donzeau                  |           |                                                                                             |
| 17 décembre 1983  | 1995                     | Louis Laborde                  |           |                                                                                             |
| 25 juin 1995      | 2001                     | Jean Bardinet                  |           |                                                                                             |
| 24 mars 2001      | 2008                     | Didier Baillet                 |           |                                                                                             |
| mars 2008         | avril 2014               | François Gauthier              |           | Testeur d'escaliers                                                                         |
| avril 2014        | En cours (au 12/06/2020) | Emmanuelle Tostain             |           | Employée centrale d'appels téléphoniques.                                                   |

## Démographie
Les habitants sont appelés les Lugosiens.
| 1793 | 1800 | 1806 | 1821 | 1831 | 1836 | 1841 | 1846 | 1851 |
| ---- | ---- | ---- | ---- | ---- | ---- | ---- | ---- | ---- |
| 292  | 298  | 318  | 372  | 343  | 364  | 419  | 480  | 464  |

| 1856 | 1861 | 1866 | 1872 | 1876 | 1881 | 1886 | 1891 | 1896 |
| ---- | ---- | ---- | ---- | ---- | ---- | ---- | ---- | ---- |
| 466  | 456  | 430  | 423  | 474  | 443  | 432  | 442  | 450  |

| 1901 | 1906 | 1911 | 1921 | 1926 | 1931 | 1936 | 1946 | 1954 |
| ---- | ---- | ---- | ---- | ---- | ---- | ---- | ---- | ---- |
| 462  | 493  | 543  | 590  | 650  | 604  | 580  | 547  | 442  |

| 1962 | 1968 | 1975 | 1982 | 1990 | 1999 | 2006 | 2007 | 2012 |
| ---- | ---- | ---- | ---- | ---- | ---- | ---- | ---- | ---- |
| 425  | 390  | 391  | 415  | 476  | 558  | 760  | 788  | 858  |

| 2017 | 2022  | - | - | - | - | - | - | - |
| ---- | ----- | - | - | - | - | - | - | - |
| 927  | 1 137 | - | - | - | - | - | - | - |

## Culture locale et patrimoine

### Lieux et monuments

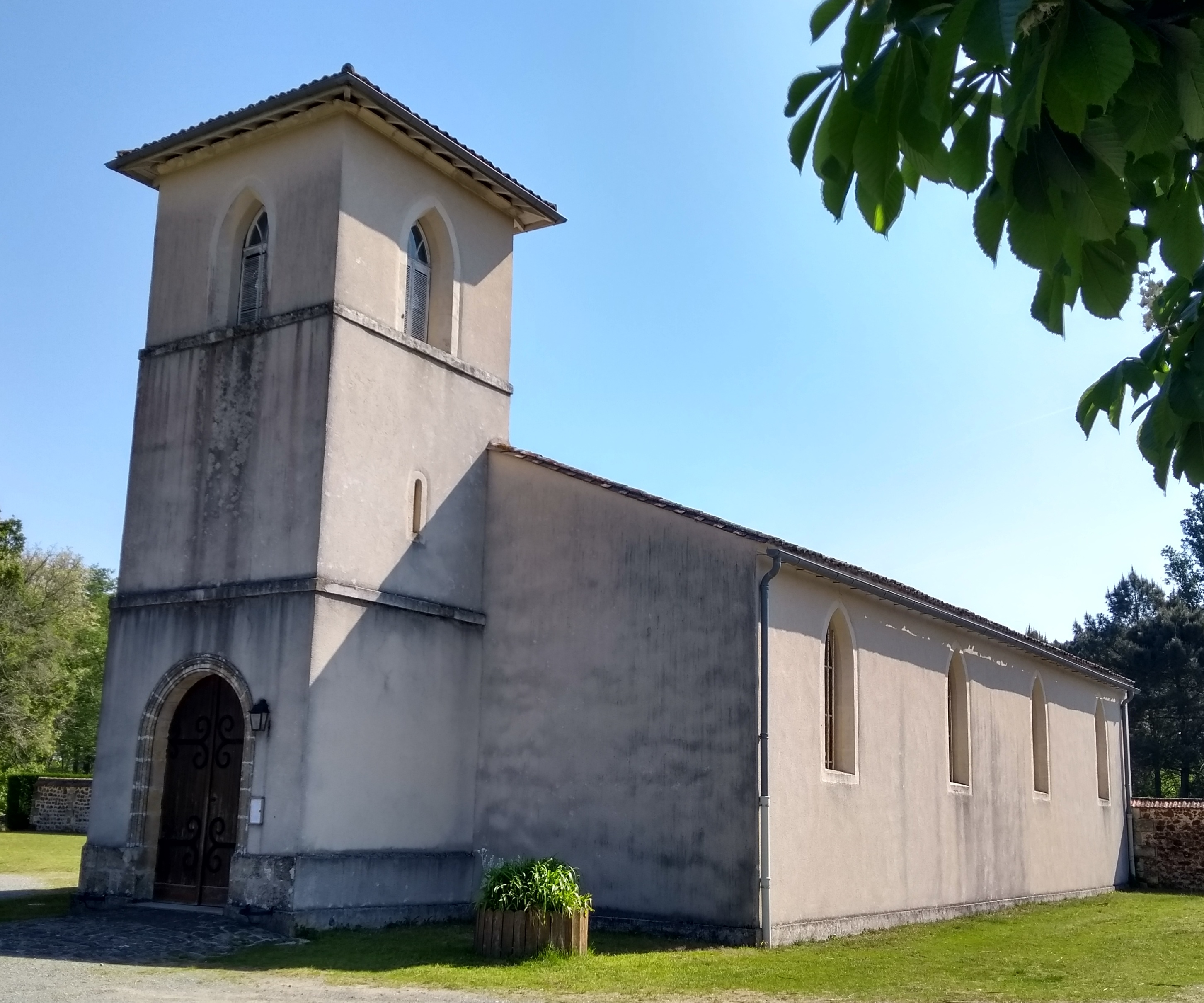
L'église Notre-Dame de Lugos.

- L'église du Vieux Lugo[33], ancienne église paroissiale dédiée à saint Michel, construite au XIe siècle, remaniée au XVe siècle par l'ajout de fenêtres dans la nef et l'abside et le remplacement du clocher par une tour carrée fortifiée en grès, est classée au titre des monuments historiques depuis 1957[34]. Elle offre une représentation murale du dit des trois morts et des trois vifs : trois jeunes gentilshommes sont interpellés dans un cimetière par trois morts qui leur rappellent la brièveté de la vie et l'importance du salut de leur âme.
- Église Notre-Dame de Lugos.
- Le Château d'Eau de Lugos à la suite des travaux de restauration du fût et de la cuve en 2023 a été décoré d'une fresque représentant un pin landais et réalisée par l'artiste Frédéric Gracia[35]Le château d'eau de Lugos décoré par Frédéric Gracia.

Le château d'eau de Lugos décoré par Frédéric Gracia.

### Personnalités liées à la commune
Le doyen de la commune est âgé de 107 ans et a été maire entre 1959 et 1977.

## Héraldique
| Blason de Lugos | Blason  | Écartelé : au 1er d'azur à deux bâtons de pèlerin d'or posés en chevron et accompagnés en pointe d'une coquille d'argent, au 2e coupé, au I d'argent à l'écusson de sinople à l'épée basse d'argent, la garde brochant sur un vol du même, l'écu accosté de deux têtes de bélier de sable affrontées et coupées virgulées, au II de gueules à l'église du lieu d'argent terrassée du même, au 3e de gueules au pin terrassé d'argent, au cerf passant d'or brochant sur le tronc et au soleil couchant du même, au 4e d'azur au puits de pompage de pétrole d'argent sur une terrasse du même, accompagné en chef dextre d'une flamme d'argent. |
| Blason de Lugos | Détails | Le statut officiel du blason reste à déterminer. |